# 1. česká futsalová liga 1997/1998
V soubojích 6. ročníku 1. české futsalové ligy 1997/98 se utkalo 16 týmů dvoukolovým systémem podzim - jaro. Nováčky soutěže se staly týmy FC Total Slavík Bakov nad Jizerou (vítěz 2. ligy), Lazio Brno (2. místo ve 2. lize), Bohemia České Budějovice (3. místo ve 2. lize) a Dino Brno (5. místo ve 2. lize). Sestupujícími se staly týmy Ajax Novesta Zlín a odstoupivší Plumbum Hradec Králové. Vítězem soutěže se stal tým FC Mikeska Ostrava.

## Kluby podle krajů
- Praha (2): Bohemians/Damned Praha, Viktoria Žižkov DFC Praha
- Středočeský (1): FC Total Slavík Bakov nad Jizerou
- Jihočeský (2): Bohemia České Budějovice, TK Rumpál Prachatice
- Ústecký (1): Combix Ústí nad Labem
- Královéhradecký (1): Plumbum Hradec Králové
- Pardubický (1): 1. FC Nejzbach Vysoké Mýto
- Vysočina (1): EMKO Havlíčkův Brod
- Jihomoravský (2): Dino Brno, Lazio Brno
- Zlínský (1): Ajax Novesta Zlín
- Moravskoslezský (4): Slovan Havířov, SK Cigi Caga Jistebník, IFT Computers Ostrava, FC Mikeska Ostrava

## Konečná tabulka
Zdroj: 
| Poř. | Tým                               | Z  | V  | R | P  | VG  | OG  | B  |
| ---- | --------------------------------- | -- | -- | - | -- | --- | --- | -- |
| 1.   | FC Mikeska Ostrava                | 30 | 28 | 1 | 1  | 185 | 63  | 85 |
| 2.   | Viktoria Žižkov DFC Praha         | 30 | 24 | 2 | 4  | 170 | 78  | 74 |
| 3.   | SK Cigi Caga Jistebník            | 30 | 22 | 3 | 5  | 162 | 66  | 69 |
| 4.   | 1. FC Nejzbach Vysoké Mýto        | 30 | 18 | 3 | 9  | 174 | 109 | 57 |
| 5.   | Slovan Havířov                    | 30 | 17 | 3 | 10 | 128 | 90  | 54 |
| 6.   | IFT Computers Ostrava             | 30 | 15 | 4 | 11 | 140 | 107 | 49 |
| 7.   | TK Rumpál Prachatice              | 30 | 15 | 2 | 13 | 120 | 161 | 47 |
| 8.   | FC Total Slavík Bakov nad Jizerou | 30 | 12 | 6 | 12 | 108 | 110 | 42 |
| 9.   | Bohemians/Damned Praha            | 30 | 12 | 5 | 13 | 97  | 110 | 41 |
| 10.  | Combix Ústí nad Labem             | 30 | 12 | 1 | 17 | 109 | 132 | 37 |
| 11.  | Bohemia České Budějovice          | 30 | 10 | 5 | 15 | 104 | 122 | 35 |
| 12.  | EMKO Havlíčkův Brod               | 30 | 11 | 2 | 17 | 133 | 156 | 35 |
| 13.  | Lazio Brno                        | 30 | 9  | 6 | 15 | 98  | 122 | 33 |
| 14.  | Dino Brno                         | 30 | 6  | 4 | 20 | 103 | 164 | 22 |
| 15.  | Ajax Novesta Zlín                 | 30 | 5  | 1 | 24 | 86  | 180 | 16 |
| 16.  | Plumbum Hradec Králové            | 30 | 0  | 0 | 30 | 0   | 150 | 0  |

Poznámky
- Mužstvo Plumbum Hradec Králové se odhlásilo v průběhu soutěže, jeho výsledky byly kontumovány ve prospěch soupeře.
- Z = Odehrané zápasy; V = Vítězství; R = Remízy; P = Prohry; VG = Vstřelené góly; OG = Obdržené góly; B = Body

|  | Vítěz ligy                          |
|  | Sestup do příslušné skupiny 2. ligy |

## Vítěz
| 1. celostátní liga 1997/98 FC Mikeska Ostrava (2. titul) |